# Liste der ehemaligen Gemeinden in der Provinz Overijssel
Die Liste der ehemaligen Gemeinden in der Provinz Overijssel enthält eine Liste mit den aufgelösten Gemeinden der niederländischen Provinz Overijssel. 

## Alphabetische Reihenfolge

### Gemeindenamen mit De, Den, Het, ’s-, ’t, Ten und Ter
Bei Gemeinden, deren Namen mit De, Den, Het, ’s-, ’t, Ten oder Ter beginnen, wird dieser Vorsatz bei der alphabetischen Eingliederung nicht berücksichtigt. So steht z. B. Den Bommel zwischen Bolsward und Bommenede.

### Buchstabenfolge IJ
Die Buchstabenfolge IJ bzw. ij wird innerhalb der alphabetischen Reihenfolge wie Y bzw. y behandelt, steht also wie Y zwischen X und Z. Kommen beide Versionen bei ansonsten gleichen Buchstaben vor (z. B.: Bergeyk <> Bergeijk), steht die Version mit ij hinter der mit y.

## Ehemalige Gemeinden
| CBS-Code  | aufgelöste Gemeinde | jetzige Gemeindezugehörigkeit |
| --------- | ------------------- | --- |
| 1009      | Ambt Almelo         | Almelo |
| 0142      | Ambt Delden         | Hof van Twente |
| 1011      | Ambt Hardenberg     | Hardenberg |
| 1012      | Ambt Ommen          | Ommen |
| 1013      | Ambt Vollenhove     | Steenwijkerland |
| 0143      | Avereest            | Hardenberg |
| 0144      | Bathmen             | Deventer |
| 0145      | Blankenham          | Steenwijkerland |
| 0146      | Blokzijl            | Steenwijkerland |
| 0194      | Brederwiede         | Steenwijkerland |
|           | Delden              | Hof van Twente |
| 0149      | Denekamp            | Dinkelland |
| 0151      | Diepenheim          | Hof van Twente |
| 0152      | Diepenveen          | Deventer |
| 0154      | Genemuiden          | Zwartewaterland |
| 0155      | Giethoorn           | Steenwijkerland |
| 0156      | Goor                | Hof van Twente |
| 1065      | Grafhorst           | Kampen |
| 0157      | Gramsbergen         | Hardenberg |
| 0159      | Den Ham             | Twenterand |
| 0161      | Hasselt             | Zwartewaterland |
| 0162      | Heino               | Raalte |
| 0165      | Holten              | Rijssen-Holten |
| 1092      | Kamperveen          | Kampen |
| 0167      | Kuinre              | Steenwijkerland |
| 1106      | Lonneker            | Enschede |
| 0169      | Markelo             | Hof van Twente |
| 0170      | Nieuwleusen         | Dalfsen |
| 0172      | Oldemarkt           | Steenwijkerland |
| 0174      | Olst                | Olst-Wijhe |
| 0176      | Ootmarsum           | Dinkelland |
| 0178      | Rijssen             | Rijssen-Holten |
| 1369      | Schokland           | Noordoostpolder (Provinz Flevoland) |
| 1189      | Stad Almelo         | Almelo |
| 0179      | Stad Delden         | Hof van Twente |
| 1191      | Stad Hardenberg     | Hardenberg |
| 1192      | Stad Ommen          | Ommen |
| 1193      | Stad Vollenhove     | Steenwijkerland |
| 0181      | Steenwijk           | Steenwijkerland |
| 0182      | Steenwijkerwold     | Steenwijkerland |
| 0185      | Vollenhove          | Steenwijkerland |
| 0186      | Vriezenveen         | Twenterand |
| 0187      | Wanneperveen        | Steenwijkerland |
| 0188      | Weerselo            | Dinkelland |
| 1227      | Wilsum              | Kampen |
| 0190      | Wijhe               | Olst-Wijhe |
| 0195      | IJsselham           | Steenwijkerland |
| 0191      | IJsselmuiden        | Kampen |
| 1232      | Zalk en Veecaten    | Kampen |
| 0192      | Zwartsluis          | Zwartewaterland |
| 0194 1245 | Zwollerkerspel      | ’s-Heerenbroek und Veecaten sowie ein Teil von Mastenbroek: Kampen, Cellemuiden und Genne sowie ein Teil von Mastenbroek: Zwartewaterland, ein Teil von Mastenbroek: Zwolle |

## Anzahl der Gemeinden
Die Angabe zum 4. Oktober 1830 bezieht sich auf die Trennung Belgiens von den Niederlanden. Die weiteren Zahlen beziehen sich auf die Situation nach den Reformen zum angegebenen Zeitpunkt.
| Datum      | Gemeinden |
| ---------- | --------- |
| 04.10.1830 | 61        |
| 10.07.1859 | 60        |
| 01.01.1914 | 59        |
| 01.05.1923 | 58        |
| 01.05.1934 | 57        |
| 01.01.1937 | 54        |
| 01.05.1941 | 53        |
| 01.02.1942 | 52        |
| 01.04.1950 | 53        |
| 01.07.1962 | 54        |

| Datum      | Gemeinden |
| ---------- | --------- |
| 01.08.1967 | 53        |
| 01.01.1973 | 47        |
| 01.01.1986 | 45        |
| 01.01.1999 | 44        |
| 01.01.2001 | 26        |
| 01.01.2005 | 25        |